# Popivka, Verhnodniprovsk
Popivka (în ucraineană Попівка) este un sat în comuna Hannivka din raionul Verhnodniprovsk, regiunea Dnipropetrovsk, Ucraina.

## Demografie
Componența lingvistică a localității Popivka
     Ucraineană (100%)
Conform recensământului din 2001, toată populația localității Popivka era vorbitoare de ucraineană (100%).